# Jiří Benhák
Jiří Benhák es un deportista checoslovaco que compitió en piragüismo en la modalidad de eslalon. Ganó dos medallas en el Campeonato Mundial de Piragüismo en Eslalon, plata en 1975 y oro en 1977.

## Palmarés internacional
| Campeonato Mundial | Campeonato Mundial  | Campeonato Mundial | Campeonato Mundial |
| Año                | Lugar               | Medalla            | Competición        |
| ------------------ | ------------------- | ------------------ | ------------------ |
| 1975               | Skopie (Yugoslavia) | Medalla de plata   | C2 por equipos     |
| 1977               | Spittal (Austria)   | Medalla de oro     | C2 por equipos     |